# Кадињача (ТВ филм)
„Кадињача” је југословенски кратки ТВ филм из 1980. године. Режирао га је Станко Црнобрња а сценарио је написао Славко Вукосављевић.

## Улоге
| Глумац                  | Улога |
| ----------------------- | ----- |
| Весна Малохоџић         |       |
| Предраг Мики Манојловић |       |